# Lijst van beschermd erfgoed in Messancy
Onderstaande tabel geeft een overzicht van de beschermde erfgoederen in de gemeente Messancy. Het beschermd erfgoed maakt deel uit van het cultureel erfgoed in België.
| Object | Bouwjaar/architect | Deelgemeente | Adres                                    | Coördinaten                   | Nummer?                | Afbeelding |
| --- | ------------------ | ------------ | ---------------------------------------- | ----------------------------- | ---------------------- | --- |
| Calvarie, naast het pand nr. 83 |                    |              | rue Albert Ier, Buvange                  | 49° 37' 34" NB, 5° 47' 56" OL | 81015-CLT-0001-01 Info | Calvarie, naast het pand nr. 83 |
| Calvarie Saint-Nicolas, in het midden van het kruispunt van de straten rue des rochers en rue Theisen in Hondelange                                      |                    |              |                                          | 49° 37' 60" NB, 5° 50' 3" OL  | 81015-CLT-0002-01 Info | |
| Vier calvaries: overblijfselen van een kruisweg met zeven stations                                                                                       |                    |              | Wolkrange                                | 49° 37' 56" NB, 5° 48' 13" OL | 81015-CLT-0003-01 Info | Vier calvaries: overblijfselen van een kruisweg met zeven stations                                                                                       |
| Calvarie, op de hoek van de wegen rue Concordia en rue des Blés d'Or                                                                                     |                    |              |                                          | 49° 38' 1" NB, 5° 49' 56" OL  | 81015-CLT-0004-01 Info | |
| Calvarie |                    |              | rue Concardia face au n°11               | 49° 37' 60" NB, 5° 49' 54" OL | 81015-CLT-0005-01 Info | Calvarie |
| Calvarie |                    |              | rue de la Chapelle                       | 49° 38' 3" NB, 5° 49' 43" OL  | 81015-CLT-0006-01 Info | |
| Calvarie, op de hoek van de wegen rue Concordia en rue de la Chapelle                                                                                    |                    |              |                                          | 49° 37' 59" NB, 5° 49' 52" OL | 81015-CLT-0007-01 Info | Calvarie, op de hoek van de wegen rue Concordia en rue de la Chapelle                                                                                    |
| Calvarie |                    |              | rue de la Chapelle, face au n°64         | 49° 38' 7" NB, 5° 49' 26" OL  | 81015-CLT-0008-01 Info | |
| Calvarie in de buurt van de kapel Sainte-Croix |                    |              | rue de la chapelle                       | 49° 38' 8" NB, 5° 49' 13" OL  | 81015-CLT-0009-01 Info | Calvarie in de buurt van de kapel Sainte-Croix |
| Calvarie |                    |              | rue de la Chapelle, op de gevel van n°24 | 49° 38' 8" NB, 5° 49' 7" OL   | 81015-CLT-0010-01 Info | Calvarie |
| Calvarie aan de voorzijde van de kerk |                    |              | Habergy                                  | 49° 36' 52" NB, 5° 45' 33" OL | 81015-CLT-0011-01 Info | Calvarie aan de voorzijde van de kerk |
| Calvarie van Trinité |                    |              | rue de la Halte, Turpange                | 49° 36' 43" NB, 5° 49' 8" OL  | 81015-CLT-0012-01 Info | Calvarie van Trinité |
| Calvarie |                    |              | rue Neuve                                | 49° 35' 38" NB, 5° 48' 58" OL | 81015-CLT-0013-01 Info | Calvarie |
| Calvarie gelegen tegen de voorkant van het huis gelegen op Grand Rue 56, in het begin van de Rue de la Trinite                                           |                    |              |                                          | 49° 35' 34" NB, 5° 48' 54" OL | 81015-CLT-0014-01 Info | Calvarie gelegen tegen de voorkant van het huis gelegen op Grand Rue 56, in het begin van de Rue de la Trinite                                           |
| Calvarie steunend tegen de rechterkant van de muur van de kamer Concordia                                                                                |                    |              | rue des Chasseurs Ardennais              | 49° 35' 35" NB, 5° 48' 58" OL | 81015-CLT-0015-01 Info | Calvarie steunend tegen de rechterkant van de muur van de kamer Concordia                                                                                |
| Calvarie te Longeau (gelegen op het kruispunt van de weg van Guerlange en twee wegen naar Longeau)                                                       |                    |              |                                          | 49° 34' 49" NB, 5° 50' 29" OL | 81015-CLT-0016-01 Info | Calvarie te Longeau (gelegen op het kruispunt van de weg van Guerlange en twee wegen naar Longeau)                                                       |
| Calvarie gelegen op het eiland dat wordt gevormd door de weg die leidt tot Clemency en deze te Longeau en Messancy bij het verlaten van het dorp Sélange |                    |              |                                          | 49° 36' 14" NB, 5° 51' 13" OL | 81015-CLT-0017-01 Info | Calvarie gelegen op het eiland dat wordt gevormd door de weg die leidt tot Clemency en deze te Longeau en Messancy bij het verlaten van het dorp Sélange |